# Onchiodon
Onchiodon is een geslacht van uitgestorven temnospondyle Batrachomorpha (basale 'amfibieën'). Het is vooral bekend uit het Carboon en Perm van Europa, maar ook uit het Perm van Noord-Amerika. Het was een amfibische carnivoor.

## Soorten
- Onchiodon credneri Fritsch, 1901
- Onchiodon labyrinthicus Geinitz, 1861 – typesoort
- Onchiodon langenhani Werneburg, 1989
- Onchiodon manebachensis Langenhan, 1909
- Onchiodon thuringiensis Werneburg, 2008